# تپه کوره بولاغ
تپه کوره بولاغ مربوط به دوران‌های تاریخی پس از اسلام است و در استان قزوین، شهرستان آوج، بخش آبگرم، روستای یمق واقع شده و این اثر در تاریخ ۲۵ اسفند ۱۳۸۰ با شمارهٔ ثبت ۵۵۱۷ به‌عنوان یکی از آثار ملی ایران به ثبت رسیده است.